# Šahovski klub Mraclin
Šahovski klub Mraclin bio je hrvatski šahovski klub sa sjedištem u Mraclinu kraj Velike Gorice. Počelo je 1955. kao sekcija pri Kulturno-prosvjetnom društvu Ivan Goran Kovačić, a zbog porasta broja članova, prišlo se osnivanju kluba. Bilten ŠSH ne daje izravnu potvrdu kad je klub osnovan. Čini se da klub 1955. godine djeluje neformalno, a kao samostalni šahovski klub registriran je pri Šahovskom savezu Hrvatske 1957. godine, te je po nadnevku registracije drugi turopoljski klub iza Čigorina, odnosno Vegeške. Duh pokretač kluba je Vladimir Galeković - Gajo, tada student prava, koji je izabran za predsjednika. Dužnost je obnašao do selidbe u Zagreb 1961. 1960-ih i 1970-ih obnašao je dužnost direktora Tehničkog muzeja u Zagrebu. Tajnik je bio Albin Jurdana, blagajnica Anđela Lovreković, a u upravnom odboru bili su još Luka Naglić i Drago Galeković - Striko.  Šahisti su vježbali u Općinskoj hiži u naselju, danas zapušteni prostor bivše gostionice Turopoljska zvona. Osnovnu skupinu činilo je 30 mladića, članstvo je variralo svake godine. Klub se u cijelosti sam financirao. Velike zasluge pripadaju i Josipu Kosu kod kojeg je otipkan Statut te zajedno s osnivačkim aktima predan na ovjeru u ondašnji SUP. Za financiranje kluba Kos je vikendima iz vojske u kojoj je radio donosio filmove i američki prenosivi kino-projektor za 16 milimetarske filmove te su se održavale projekcije, za čije se gledanje naplaćivalo ulaz i od toga se financirao klub. Klub se financirao i od organiziranja plesnih priredb domaćeg jazz sastava. Jako male donacije davale su povremeno Opća poljoprivredna zadruga Mracilin i Kotar Velika Gorica. Uspon kluba bio je strelovit i 30. rujna 1957. bili su u gornjoj trećini među svim hrvatskih klubovima po broju registriranih igrača. Organizirao je turnira za stjecanje III. šahovske kategorije. 1958. godine predsjednik Galeković je u Biltenu ŠSH našao se među pohvaljenim organizacijama i pojedincima za uspješan rad u 1958. godini. U svojem kratkom razdoblju djelovanja klub je zabilježio niz uspjeha. Jedan od najpoznatijih mečeva: Svetozar Gligorić - Vladimir Galeković "Gajo" završio je remijem. Odigran je 12. svibnja 1958. u Velikoj Gorici u sklopu simultanke Svetozara Gligorića, tada jednim od najboljih svjetskih šahista. 1950-ih Gligorić je bio u najboljoj svjetskoj šestorici.